# Région de Whitsunday
Pour les articles homonymes, voir Whitsunday.
La région de Whitsunday est une nouvelle zone d'administration locale dans le nord du Queensland en Australie.
Le 15 mars 2008, elle a été créée par la fusion du comté de Bowen avec le comté de Whitsunday. Elle dispose d'un maire (Mike Brunker) et de huit conseillers.
La région a une superficie de 23 856 km2 pour 30 719 h en 2006.
Elle comprend les villes d'Airlie Beach, Bowen, Cannonvale, Collinsville, Gumlu, Inveroona, Merinda, Proserpine, Scottville et Shute Harbour ainsi que l'archipel des îles Whitsunday avec notamment les îles Hamilton, Hayman et Daydream.